# Штир, Вильгельм
Фридрих Людвиг Вильгельм Штир (нем. Friedrich Ludwig Wilhelm Stier; 8 мая 1799, Блоне под Варшавой — 19 сентября 1856, Шёнеберг, Берлин) — немецкий архитектор, профессор Берлинской строительной академии. Последователь К. Ф. Шинкеля.

## Биография
Вильгельм Штир родился в семье торговца в Блоне, Южная Пруссия (позднее Варшавская губерния Царства Польского в составе Российской империи), вырос в Силезии. С 1812 года жил у родственников в Берлине и посещал гимназию при «Сером монастыре» (Grauen Kloster). Затем учился в Берлинской строительной академии. В 1817 году сдал экзамен на звание управляющего строительством.
После четырёх лет дальнейшего обучения под руководством Адольфа фон Вагедеса он отправился пешком через Францию в Италию. Вошёл в круг немецких художников в Риме. Принимал участие в экспедиции по изучению греческих древностей на юге Италии и участвовал в публикациях по истории города Рима.
В октябре 1824 года Вильгельм Штир познакомился с К. Ф. Шинкелем, совершавшим свою вторую поездку в Италию. Шинкель оценил художественный талант Штира, намереваясь привлечь его к преподаванию в Берлинской строительной академии. Государственная стипендия, полученная Штиром по рекомендации Шинкеля, позволила ему продолжить исследования античной архитектуры ещё два года.
После пяти лет в Италии, в 1828 году Вильгельм Штир стал преподавателем Берлинской строительной академии, где он основал новое отделение проектирования, а затем и истории искусства. В 1831 году получил звание профессора.
Вильгельм Штир был одним из участников проектирования грандиозного Берлинского кафедрального собора. С 1841 года состоял членом Прусской королевской академии искусств. В 1842 году стал членом Прусской академии наук в Берлине, а в 1853 году — Академии наук в Мюнхене. У него было много учеников и последователей. 18 января 1851 года Вильгельм Штир был награждён Рыцарским крестом прусского ордена Красного Орла.
С 1837 года Вильгельм Штир жил в построенном им доме, позднее получившем за необычный вид наименование «Штирбург» (Stierburg) на улице Auf dem Carlsbade (ныне Am Karlsbad) в Берлине.
Вильгельм Штир скончался в Берлине, похоронен на Старом кладбище (Alten Friedhof) на Хауптштрассе. На его надгробном памятнике, созданном Фридрихом Августом Штюлером, помещена надпись «Другу, учителю — архитекторы Германии». В Берлине-Фриденау его именем названа улица: Штирштрассе.
Сын Вильгельма Штира — архитектор Губерт Штир (1838—1907), внук — ландшафтный архитектор Рудольф Штир (1890—1966), работавший директором парков и садов в Касселе и Вене, правнук — архитектор и градостроитель Губерт Хоффман (1904—1999). Двоюродный брат Вильгельма, Фридрих Густав Александр Штир, преподавал в Строительной академии с 1842 по 1861 год.

## Галерея
- Проект Берлинского кафедрального собора. Музей архитектуры Берлинского технического университета
- Штирбург. Дом В. Штира в Берлине. Проект. 1834—1837